# UCI Asia Tour 2017
Navigation
Édition précédente Édition suivante
L'UCI Asia Tour 2017 est la treizième édition de l'UCI Asia Tour, l'un des cinq circuits continentaux de cyclisme de l'Union cycliste internationale. Il est composé de 30 compétitions organisées du 22 octobre 2016 au 7 octobre 2017 en Asie.

## Calendrier des épreuves

### Octobre 2016
| Date  | Course                             | Pays                | Classe | Vainqueur       | Équipe                     |
| ----- | ---------------------------------- | ------------------- | ------ | --------------- | -------------------------- |
| 22-30 | Tour de Hainan                     | Chine               | 2.HC   | Alexey Lutsenko | Astana                     |
| 25-28 | Sharjah International Cycling Tour | Émirats arabes unis | 2.1    | Adil Jelloul    | Skydive Dubai-Al Ahli Club |
| 29    | UAE Cup                            | Émirats arabes unis | 1.1    | Siarhei Papok   | Minsk CC                   |

### Novembre 2016
| Date  | Course                            | Pays  | Classe | Vainqueur       | Équipe                       |
| ----- | --------------------------------- | ----- | ------ | --------------- | ---------------------------- |
| 2     | Tour of Yancheng Coastal Wetlands | Chine | 1.2    | Jakub Mareczko  | Wilier Triestina-Southeast   |
| 5-12  | Tour du lac Taihu                 | Chine | 2.1    | Leonardo Duque  | Delko-Marseille Provence-KTM |
| 13    | Tour d'Okinawa                    | Japon | 1.2    | Nariyuki Masuda | Utsunomiya Blitzen           |
| 16-20 | Tour de Fuzhou                    | Chine | 2.2    | Rahim Ememi     | Pishgaman Giant              |

### Janvier
| Date | Course     | Pays                | Classe | Vainqueur     | Équipe            |
| ---- | ---------- | ------------------- | ------ | ------------- | ----------------- |
| 31-4 | Dubaï Tour | Émirats arabes unis | 2.HC   | Marcel Kittel | Quick-Step Floors |

### Février
| Date  | Course                                         | Pays        | Classe | Vainqueur       | Équipe         |
| ----- | ---------------------------------------------- | ----------- | ------ | --------------- | -------------- |
| 14-19 | Tour d'Oman                                    | Oman        | 2.HC   | Ben Hermans     | BMC Racing     |
| 18-21 | Tour des Philippines                           | Philippines | 2.2    | Jai Crawford    | Kinan          |
| 22-1  | Tour de Langkawi                               | Malaisie    | 2.HC   | Ryan Gibbons    | Dimension Data |
| 27    | Championnat d'Asie du contre-la-montre espoirs | Bahreïn     | CC     | Rei Onodera     | Japon          |
| 27    | Championnat d'Asie du contre-la-montre         | Bahreïn     | CC     | Dmitriy Gruzdev | Kazakhstan     |

### Mars
| Date  | Course                               | Pays           | Classe | Vainqueur       | Équipe        |
| ----- | ------------------------------------ | -------------- | ------ | --------------- | ------------- |
| 1     | Championnat d'Asie sur route espoirs | Bahreïn        | CC     | Hayato Okamoto  | Japon         |
| 2     | Championnat d'Asie sur route         | Bahreïn        | CC     | Park Sang-hong  | Corée du Sud  |
| 26-30 | Tour de Taïwan                       | Taipei chinois | 2.1    | Benjamín Prades | Ukyo          |
| 31-2  | Tour de Tochigi                      | Japon          | 2.2    | Benjamin Hill   | Attaque Gusto |

### Avril
| Date  | Course            | Pays      | Classe | Vainqueur       | Équipe             |
| ----- | ----------------- | --------- | ------ | --------------- | ------------------ |
| 1-6   | Tour de Thaïlande | Thaïlande | 2.1    | Yevgeniy Gidich | Vino-Astana Motors |
| 13-16 | Tour du Lombok    | Indonésie | 2.2    | Nathan Earle    | Ukyo               |

### Mai
| Date  | Course        | Pays  | Classe | Vainqueur   | Équipe |
| ----- | ------------- | ----- | ------ | ----------- | ------ |
| 21-28 | Tour du Japon | Japon | 2.1    | Oscar Pujol | Ukyo   |

### Juin
| Date  | Course         | Pays         | Classe | Vainqueur            | Équipe          |
| ----- | -------------- | ------------ | ------ | -------------------- | --------------- |
| 1-4   | Tour de Kumano | Japon        | 2.2    | Jose Vicente Toribio | Matrix Powertag |
| 11-18 | Tour de Corée  | Corée du Sud | 2.1    | Min Kyeong-ho        | Seoul           |

### Juillet
| Date  | Course              | Pays      | Classe | Vainqueur         | Équipe            |
| ----- | ------------------- | --------- | ------ | ----------------- | ----------------- |
| 14-19 | Tour de Florès      | Indonésie | 2.2    | Thomas Lebas      | Kinan             |
| 16-29 | Tour du lac Qinghai | Chine     | 2.HC   | Jonathan Monsalve | Qinghai Tianyoude |

### Août
| Date  | Course          | Pays  | Classe | Vainqueur   | Équipe             |
| ----- | --------------- | ----- | ------ | ----------- | ------------------ |
| 25-27 | Tour de Xingtai | Chine | 2.2    | Jacob Rathe | Jelly Belly-Maxxis |

### Septembre
| Date  | Course            | Pays       | Classe | Vainqueur       | Équipe             |
| ----- | ----------------- | ---------- | ------ | --------------- | ------------------ |
| 8-10  | Tour d'Hokkaido   | Japon      | 2.2    | Marcos García   | Kinan              |
| 8-15  | Tour de Chine I   | Chine      | 2.1    | Liam Bertazzo   | Wilier Triestina   |
| 17-24 | Tour de Chine II  | Chine      | 2.1    | Kevin Rivera    | Androni-Bottecchia |
| 18-22 | Tour des Moluques | Indonésie  | 2.2    | Marcus Culey    | Saint George       |
| 27-30 | Tour de l'Ijen    | Indonésie  | 2.2    | Davide Rebellin | Kuwait-Cartucho    |
| 30-1  | Tour d'Almaty     | Kazakhstan | 2.1    | Alexey Lutsenko | Astana             |

### Octobre
| Date  | Course                    | Pays      | Classe | Vainqueur            | Équipe                        |
| ----- | ------------------------- | --------- | ------ | -------------------- | ----------------------------- |
| 3-7   | Jelajah Malaysia          | Malaisie  | 2.2    | Brendon Davids       | Oliver's Real Food Racing     |
| 8-13  | Tour d'Iran - Azerbaïdjan | Iran      | 2.1    | Rob Ruijgh           | Tarteletto-Isorex             |
| 8     | Hong Kong Challenge       | Hong Kong | 1.1    | Matej Mohorič        | Bahrain-Merida                |
| 10-17 | Tour du lac Taihu         | Chine     | 2.1    | Jakub Mareczko       | Wilier Triestina-Selle Italia |
| 17-21 | Tour de Selangor          | Malaisie  | 2.2    | Muhamad Zawawi Azman | Sapura                        |
| 22    | Japan Cup                 | Japon     | 1.HC   | Marco Canola         | Nippo-Vini Fantini            |

## Classements
- Classements

| #   | Coureur          | Pays         | Équipe                        | Pts. |
| --- | ---------------- | ------------ | ----------------------------- | ---- |
| 1.  | Mauricio Ortega  | Colombie     | RTS-Monton Racing             | 416  |
| 2.  | Alexey Lutsenko  | Kazakhstan   | Astana Team                   | 414  |
| 3.  | Jakub Mareczko   | Italie       | Wilier Triestina-Selle Italia | 390  |
| 4.  | Benjamín Prades  | Espagne      | Team Ukyo                     | 365  |
| 5.  | Yevgeniy Gidich* | Kazakhstan   | Astana Team                   | 352  |
| 6.  | Marco Canola     | Italie       | Nippo-Vini Fantini            | 287  |
| 7.  | Park Sang-hong   | Corée du Sud | LX                            | 282  |
| 8.  | Matej Mohorič    | Slovénie     | UAE Team Emirates             | 275  |
| 9.  | Marcel Kittel    | Allemagne    | Quick-Step Floors             | 270  |
| 10. | Thomas Lebas     | France       | Kinan Cycling Team            | 270  |

| #   | Équipe                        | Pays           | Pts.   |
| --- | ----------------------------- | -------------- | ------ |
| 1.  | Team Ukyo                     | Japon          | 1374   |
| 2.  | Wilier Triestina-Selle Italia | Italie         | 1219   |
| 3.  | IsoWhey Sports-Swiss Wellness | Australie      | 807    |
| 4.  | Pishgaman Cycling Team        | Iran           | 769    |
| 5.  | Nippo-Vini Fantini            | Italie         | 700    |
| 6.  | Tabriz Shahrdari Team         | Iran           | 698    |
| 7.  | Kinan Cycling Team            | Japon          | 623    |
| 8.  | RTS-Monton Racing             | Taipei chinois | 521    |
| 9.  | Androni Giocattoli-Sidermec   | Italie         | 507,5  |
| 10. | Minsk CC                      | Biélorussie    | 485,25 |

| #   | Pays                | Pts. |
| --- | ------------------- | ---- |
| 1.  | Kazakhstan          | 1547 |
| 2.  | Iran                | 1005 |
| 3.  | Japon               | 980  |
| 4.  | Corée du Sud        | 798  |
| 5.  | Hong Kong           | 576  |
| 6.  | Chine               | 479  |
| 7.  | Mongolie            | 440  |
| 8.  | Émirats arabes unis | 227  |
| 9.  | Malaisie            | 192  |
| 10. | Ouzbékistan         | 191  |

| #   | Pays (U23)   | Pts. |
| --- | ------------ | ---- |
| 1.  | Kazakhstan   | 742  |
| 2.  | Japon        | 370  |
| 3.  | Corée du Sud | 258  |
| 4.  | Chine        | 248  |
| 5.  | Mongolie     | 166  |
| 6.  | Hong Kong    | 94   |
| 7.  | Iran         | 66   |
| 8.  | Liban        | 139  |
| 9.  | Indonésie    | 119  |
| 10. | Malaisie     | 109  |